# Turchi di Romania
I Turchi di Romania (Türkler in lingua turca) sono una minoranza etnica di Romania, che conta 32.596 individui secondo il censimento del 2002. Rappresentano lo 0,2% della popolazione totale romena. La maggioranza dei turchi di Romania è presente nella regione della Dobrugia (in turco: Dobruca), in special modo nel distretto di Costanza, dove vivono 24.602 turchi, 3,4% della popolazione distrettuale. Vi è anche una parte nel distretto di Tulcea.
Erano gruppo etnico di maggioranza sull'isola Ada Kaleh, oggi sommersa.
Come minoranza etnica riconosciuta, hanno un rappresentante nella Camera Deputaților.